# Вулиця Тесленка (Львів)
Ву́лиця Тесленка — вулиця в Шевченківському районі Львова, в місцевості Підзамче, що сполучає вулиці Замарстинівську та Лемківську.

## Історія та назва
Вулиця виникла у другій половині XIX століття й до 1897 року мала назву Млинарська бічна, бо вела до млина «Марія Гелєна» Філіппа, що розташовувався на місці офісного будинку на нинішній вулиці Лемківській, 9. У 1897 році вулиця отримала нову назву — Вибрановського, на пошану Романа Вибрановського, полковника Війська Царства Польського, генерал-майора армії Австрійської імперії, учасника польського повстання 1830—1831 років, котрий у 1848 році був одним із засновників польської Національної гвардії у Львові. Свою теперішню назву — Тесленка, на пошану українського письменника Архипа Тесленка ця невеличка вулиця отримала у 1946 році.

## Забудова
Вулиця Тесленка забудована кам'яницями, спорудженими на початку XX століття, сучасна житлова забудова 2000-х років (буд. № 6). Пам'ятки архітектури місцевого та національного значення відсутні.
№ 4 — двоповерхова кам'яниця, що нині використовується як офісна будівля.
№ 5 — триповерхова кам'яниця, споруджена на початку XX століття. На першому поверсі міститься Західний регіональний центр страхового фонду документації, утворений у 1994 році.
№ 6 — житловий багатоквартирний будинок збудований у 2006 році будівельною корпорацією «Карпатбуд».